# Lethasterias
Lethasterias is een geslacht van zeesterren uit de familie Asteriidae. De wetenschappelijke naam werd in 1923 gepubliceerd door Walter Kenrick Fisher. De typesoort is Asterias nanimensis Verrill.

## Soorten
- Lethasterias acutispina Hayashi, 1973
- Lethasterias australis Fisher, 1923
- Lethasterias fusca Djakonov, 1931
- Lethasterias nanimensis (Verrill, 1914)